# 不朽女王
〈不朽女王〉（英語：The Queen Who Ever Was）是美國奇幻劇情電視劇《龍族前傳》第二季的第八集亦是季終集。該集由莎拉·赫斯編劇，吉塔·瓦桑特·帕特爾執導，並於2024年8月4日在HBO和Max首播。
該集獲得褒貶不一的評價，爛番茄上的48%評分使其成為該劇迄今為止評價最差的一集。影評人稱讚其配樂以及演員的演出（尤其是艾瑪·達西、奥利维亚·库克、阿布巴卡爾·薩利姆、哈利·科利特和法比恩·法蘭科）。然而，該集被批評為“糟糕的季終集”，認為其懸念使本季沒有一個令人滿意的結局。

## 劇情

### 泰洛西
泰蘭·蘭尼斯特爵士（傑佛遜·霍爾 飾）與三女同盟談判，希望借助他們的艦隊突破瓦列利昂對喉道的封鎖。作為交換，三女同盟最高議會要求割讓石階列島，泰蘭爵士很不情願地接受了，但夏拉寇·羅赫海軍上將（阿比蓋爾·索恩 飾）表示泰蘭爵士先要在泥漿摔跤比賽中擊敗自己才會同意出航。在比賽中獲勝的泰蘭爵士給夏拉寇留下深刻的印象，夏拉寇於是請求泰蘭爵士與她的妻子們上床來為自己生孩子。

### 君臨
拉里斯·史壯伯爵（馬修·尼德姆 飾）告訴伊耿·坦格利安二世國王（湯姆·格林-卡尼 飾）雷妮拉擁有新的馭龍者，而憤怒的伊蒙德·坦格利安王子（伊旺·米切爾 飾）則用龍焰燒毀了港口城市尖角。拉里斯表示赫倫堡的黃金儲備已經轉移到位於布拉佛斯的鐵金庫，提議伊耿二世與自己一起離開君臨，等待伊蒙德和雷妮拉互相消滅對方後才回來。賈斯皮·威爾德伯爵（保羅·肯尼迪（Paul Kennedy） 飾）將龍種們前往龍石島的消息告知伊蒙德；伊蒙德下令檢查所有進出君臨的船隻，但賈斯皮擔心這會擾亂平民的漁船運作。
海倫娜·坦格利安王后（菲婭·薩班 飾）說自己成為王后之前比現在更快樂，亞莉森·海塔爾太后（奧利薇亞·庫克 飾）隨即問她想不想離開君臨。伊蒙德要海倫娜騎上夢火（Dreamfyre）參與戰鬥，但她不想用龍將人燒死，這激怒了伊蒙德；亞莉森責備伊蒙德的心態以及他在尖角的所作所為。
伊蒙德後來再次試圖說服海倫娜參與戰鬥，她斷然拒絕並透露自己預見了伊蒙德的死亡和戰爭的結果，指伊耿二世將再次成為國王。伊蒙德拒絕接受海倫娜的說法並威脅道自己可以殺了她，但她表示這不會改變事情的結局。
亞莉森在深夜拜訪歐維爾大學士（庫爾特·埃吉亞萬（Kurt Egyiawan） 飾），希望他協助自己前往龍石島。

### 谷地
雷娜·坦格利安小姐（菲比·坎貝爾 飾）在嚴酷的環境下尋找神祕的野龍而疲憊不堪。

### 潮頭島
雷妮拉·坦格利安女王（艾瑪·達西 飾）拜訪科利斯·瓦列利昂伯爵（史提夫·陶森特 飾），對新的馭龍者們不了解他們的價值觀和動機表示擔憂。雷妮拉還說希望新的馭龍者們能夠威懾敵方，但科利斯提醒她綠黨除了瓦格哈爾（Vhagar）之外還有其他龍，而且敵方的軍隊亦正在移動；科利斯也提到戴蒙還未確定他的忠誠。
科利斯嘗試接觸並幫助船殼鎮的埃林（阿布巴卡爾·薩利姆 飾），這反而激怒了埃林並指責科利斯令自己作為一個私生子而再成長過程中承受着大量的悲傷、羞恥和困難，更聲言他會努力自立並拒絕其援助。

### 赫倫堡
阿爾弗雷德·布魯姆爵士（傑米·肯納 飾）受雷妮拉命令前來查明戴蒙·坦格利安親王（馬特·史密斯 飾）的意圖。阿爾弗雷德爵士相信戴蒙能更好地領導黑黨，並承諾如果戴蒙稱王的話他將提供支持。西蒙·史壯爵士（西蒙·羅素·比爾 飾）無意中聽到他們的對話，隨後送出一隻烏鴉聯絡雷妮拉。
亞麗·河文（蓋兒·蘭金 飾）在晚上帶着戴蒙來到心樹前，並神祕地問他是否願意看見自己的命運。戴蒙將手掌貼上心樹，他首先經歷了一些有關冰與火之歌的幻象，最後看到雷妮拉坐在鐵王座上；海倫娜在幻象中出現，表示戴蒙現在也知道完整的故事和他在其中的角色了。

### 王領
亞莉森的弟弟加爾溫·海塔爾爵士（弗雷迪·福克斯 飾）得知克里斯頓·科爾爵士（法比恩·法蘭科 飾）與姊姊私通，指責他違背御林鐵衛誓言。消沉的克里斯頓爵士對過去的選擇表示遺憾，並指他們正走向被雷妮拉的龍消滅的道路。

### 龍石島
“白髮”烏爾夫（湯姆·班奈特 飾）在圖桌廳裡嘲笑傑卡里斯·“小傑”·瓦列利昂王子（哈利·科利特 飾），聲稱他是私生子。小傑威脅說如果烏爾夫繼續表現粗魯並妨礙黑黨投入戰爭的話，自己就會將他絞死。
當雷妮拉向新的馭龍者們敬酒時，烏爾夫粗俗地開玩笑惹惱了其他人。她強調龍種們現在有了新責任，並承諾表現出色的龍種可以被加封騎士。隨後，她表明接下來計劃攻擊舊鎮和蘭尼斯港，貝拉·坦格利安小姐（貝瑟妮·安東尼亞 飾）卻說無辜的城鎮居民可能會因此受苦。
西蒙爵士在訊息中向雷妮拉警告戴蒙可能會對她不忠，她擔心遭到背叛，於是讓船殼鎮的亞當（柯林頓·利伯蒂 飾）陪她前往赫倫堡。

### 赫倫堡（續）
雷妮拉和亞當騎龍抵達赫倫堡，她在河間地貴族們的圍觀下與戴蒙對峙。戴蒙用高等瓦雷利亞語向雷妮拉透露他對冰與火之歌的了解，並再次聲明自己效忠於她；阿爾弗雷德爵士亦隨之下跪，但後來走開了。

### 龍石島（續）
雷妮拉懷疑自己通往勝利要走的路會導致無數人死亡；彌賽麗亞（水野索諾亞 飾）增強她的信心，表示她是正義的，王國不能落入渴望權力的人手中。
深夜，雷妮拉醒來後發現亞莉森獨自來到龍石島。亞莉森承認自己的錯誤，並提出只要雷妮拉允許自己與女兒和孫女安靜地離開，就打開城門讓黑黨佔領君臨。雷妮拉不滿意亞莉森的提議，表示自己不能讓伊耿二世存活，迫使亞莉森在和平與戰爭升溫之間作出選擇。儘管心裡矛盾，亞莉森還是同意在三天內讓君臨毫無防備。

### 維斯特洛大陸各處
在龍石島，龍種們準備參與戰鬥；在河灣地，海塔爾家族向北進軍，戴倫·坦格利安王子騎着特賽里恩（Tessarion）飛過頭頂；在綠叉河，史塔克家族的冬狼部隊通過孿河城；在西境，傑森·蘭尼斯特公爵（傑佛遜·霍爾 飾）與封臣亨佛利·萊佛德伯爵（丹尼爾·法瑟斯 飾）帶領聯軍進軍赫倫堡；在赫倫堡，戴蒙集結三河人大軍；在狹海，泰蘭爵士與夏拉寇率領三女同盟艦隊向石階列島航行；在潮頭島，科利斯和埃林重新加入瓦列利昂封鎖線；在谷地，雷娜找到正吞食著羊肉的野龍偷羊賊（Sheepstealer）；奧托·海塔爾爵士（瑞斯·伊凡斯 飾）在某個未知地方的牢房中醒來；亞莉森離開龍石島，而伊耿二世和拉里斯則乘坐一輛有篷馬車離開君臨。

## 製作

### 編劇
〈不朽女王〉由莎拉·赫斯編劇，是她繼〈公主與王后〉、〈綠色會議〉和〈殘忍的雷妮拉〉之後為《龍族前傳》編劇的第四集。

### 拍攝
該集由聯合執行監製吉塔·瓦桑特·帕特爾執導，是她繼〈潮汐之主〉和〈火磨坊〉之後為該劇執導的第三集。

## 迴響

### 評價
該集獲得褒貶不一的評價。根据評論匯總网站爛番茄汇总的21篇评论文章，48%的评论家给予该作正面评价，平均打分为6.30分（满分10分）。這是該劇迄今為止在網站上評分最低的一集。
《IGN》的海倫·奧哈拉和《Collider》的卡莉·萊恩（Carly Lane）都給該集8分（滿分10分）的評價。奧哈拉描述該集“奮力將各種情節拼湊到位，建立角色活力並有一些文筆優美的對白，但完全未能提供所期望的動作場面”。她再補充道：“就故事和戲劇性而言，第八集是一次勝利，但對於一個季終集來說，充滿懸念且沒有任何壯觀場面是不可原諒的。”萊恩同樣說：“感覺該集更像是倒數第二集，而不是旨在為整個第二季畫個圓滿句號的一集，特別是考慮到其結尾畫面。”儘管如此，她還是稱讚達西、庫克、法蘭科和薩利姆的演出。《影音俱樂部》的凱莉·德雷（Kayleigh Dray）給該集評分為“B+”，讚揚其為第三季的鋪排和達西的演出。
《Den of Geek》的亞歷克·博哈拉德（Alec Bojalad）、《GamesRadar+》的費伊·華森（Fay Watson）和《禿鷲博客》的阿曼達·懷汀（Amanda Whiting）都給該集三顆星的評價（滿分五顆星）。博哈拉德對本季戴蒙故事情節的結局表示讚賞並寫道：“雖然表面上仍然讓人能愉快觀看，但季終集是該劇迄今為止最弱的一集。[...]主要是因為整集都沒有真正的結局。”儘管如此，他仍然稱其總體上是一部不錯的劇集。華森讚揚厄斯索斯大陸新角色的介紹、戴蒙向雷妮拉屈膝的場景以及達西和庫克的演出，她在評論中總結道：“儘管有一些出色的鏡頭，但該集與本季其餘劇集一樣受到相同問題的困擾——專注於展望未來而不是給予令人滿意的結局。”懷汀則稱其為“糟糕、閃爍其辭且令人喪失信心的季終集”。
《漫画书资源网》的凱蒂·多爾（Katie Doll）給該集5分（滿分10分）的評價並表示：“在拍攝出色的第二季季終集結束時，這部HBO影集再也無法掩蓋俗豔的巨龍鏡頭和豐富的對話只是故事缺乏實質內容的掩飾。”她批評《冰與火之歌：權力遊戲》裡丹妮莉絲·坦格利安的短暫出場，認為這一場景“削弱了該劇的目的”。不過，她亦讚揚賈瓦迪的配樂、科利特的演出以及亞莉森和雷妮拉的平行鏡頭。《IndieWire》的普羅瑪·科斯拉（Proma Khosla）給該集評分為“C-”，讚揚達西和薩利姆的演出以及最後的蒙太奇手法，但認為其缺乏對本季的總結。

## 外部連結
- 互联网电影数据库上不朽女王的资料（英文）
- 《不朽女王》（页面存档备份，存于）在HBO
- 爛番茄上《不朽女王》的資料（英文）